# Lucas Belludi

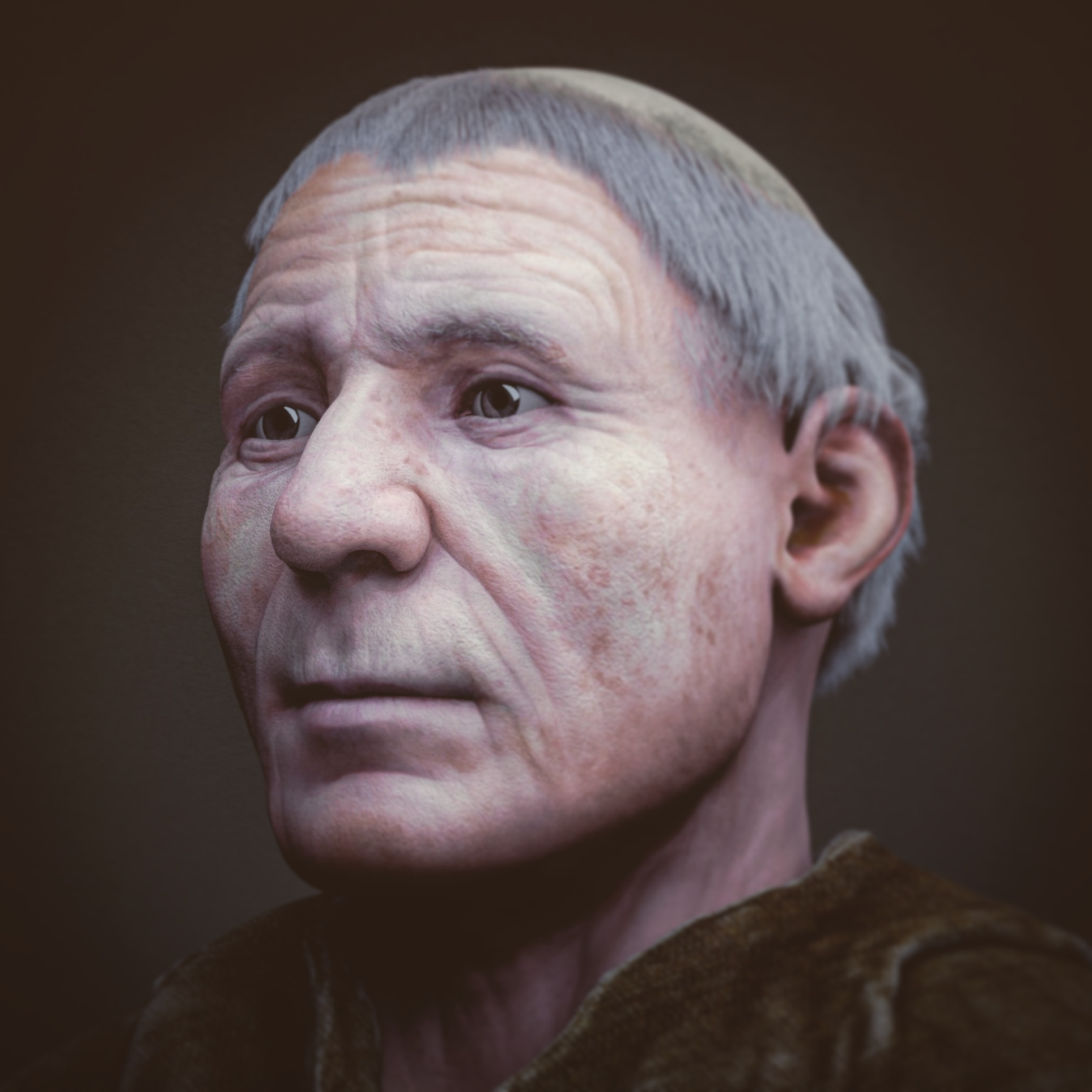
Lucas Belludi - Reconstrução facial forense

Lucas Belludi (entre 1200 e 1210 - 1285) que nasceu em Pádua e aí viveu, foi um sacerdote franciscano, de origem nobre, grande companheiro de Santo António de Lisboa durante a sua estadia em Itália e que foi beatificado nomeadamente por ter feito frente às injustiça praticadas pelo gibelino Ezzelino II, senhor de Verona, e que por isso viu sua família condenada ao desterro apesar de influente e rica.